# CP300
O CP 300 foi um computador doméstico brasileiro produzido pela empresa Prológica a partir de 1983. Era compatível a nível de software e hardware com o TRS-80 Modelo III estadunidense, e podia ser considerado uma versão doméstica e mais barata do CP 500, já que era fornecido apenas com um gabinete do qual constavam a UCP e teclado do tipo "chiclete". A fonte de alimentação era externa ao gabinete.

## Características
- Memória:
  - ROM: 16 KiB
  - RAM: 64 KiB
- Teclado: mecânico simplificado tipo "chiclete", com auto-repetição e 54 teclas, incluindo duas teclas vermelhas que acionadas em conjunto provocavam um reset na máquina.
- Display:
  - 16 × 64 texto
  - 16 × 32 texto (expandido)
  - 48 × 128 ("gráfico")
- Expansão:
  - 1 slot (na traseira)
- Portas:
  - 1 saída para TV (modulador RF, canal 3)
  - 1 saída para monitor de vídeo
  - Interface de cassete
- Armazenamento:
  - Gravador de cassete (a 500/1500 bauds), acionamento remoto por relé
  - Drives de 5 1/4" FS/DD: até quatro unidades externas, num total de 720 KiB